# Championnat d'Allemagne de rugby à XV 2004-2005
Navigation
1. Bundesliga 2003-2004 1. Bundesliga 2005-2006
Le championnat d'Allemagne de rugby à XV 2004-2005 ou 1. Bundesliga 2004-2005 est une compétition de rugby à XV qui oppose les 8 meilleurs clubs allemands. La compétition commence à l'été 2004 et se termine par une finale le 18 juin 2005. 
La 1re phase de la compétition se déroule de l'été à l'automne 2004, reprend au printemps 2005 et est suivie d'une finale.

## Équipes participantes
Les huit équipes qualifiées pour le Meisterschaftrunde sont les suivantes :
1. Bundesliga Nord/Est
- TSV Victoria Linden
- DRC Hannover
- Berlin RC
- RK 03 Berlin
- SC Germania List

1. Bundesliga Sud/Ouest
- RG Heidelberg
- TSV Handschuhsheim
- SC Neuenheim

## Meisterschaftrunde
| Rang | Club                | J  | V | N | D | Bo | Bd | Pm  | Pe  | Diff | Pts |
| ---- | ------------------- | -- | - | - | - | -- | -- | --- | --- | ---- | --- |
| 1    | DRC Hannover        | 14 | 9 | 0 | 5 | 2  | 0  | 481 | 161 | +320 | 38  |
| 2    | TSV Handschuhsheim  | 14 | 9 | 0 | 5 | 2  | 0  | 535 | 204 | +331 | 38  |
| 3    | RG Heidelberg       | 14 | 8 | 0 | 6 | 2  | 0  | 521 | 175 | +346 | 34  |
| 4    | SC Neuenheim (T)    | 14 | 8 | 0 | 6 | 2  | 0  | 394 | 222 | +172 | 34  |
| 5    | Berlin RC           | 14 | 6 | 0 | 8 | 2  | 0  | 411 | 331 | +80  | 26  |
| 6    | TSV Victoria Linden | 14 | 5 | 0 | 9 | 0  | 0  | 134 | 523 | -389 | 20  |
| 7    | RK 03 Berlin        | 12 | 4 | 0 | 8 | 0  | 0  | 193 | 515 | -322 | 16  |
| 8    | SC Germania List    | 12 | 4 | 0 | 8 | 0  | 0  | 124 | 662 | -538 | 16  |

|  | Qualifiés pour la finale (no 1, no 2). |
|  | Qualifié pour le barrage (no 7).       |
|  | Relégué (no 8).                        |
|  | T : tenant du titre                    |

Attribution des points : victoire sur tapis vert : 5, victoire : 4, match nul : 2, défaite : 0, forfait : -2 ; plus les bonus (offensif : 4 essais marqués ; défensif : défaite par 7 points d'écart ou moins).

## Finale
| 18 juin 2005 | DRC Hannover | 21 - 9 | TSV Handschuhsheim | Hanovre Arbitre : Gabbei |
| 18 juin 2005 |              |        |                    | Hanovre Arbitre : Gabbei |
| 18 juin 2005 |              |        |                    | Hanovre Arbitre : Gabbei |

## Barrage

### Match promotion pour 1.BL
| 9 juillet 2005 | DSV 1878/08 Ricklingen | 14 - 12 | RK 03 Berlin |  |
| 9 juillet 2005 |                        |         |              |  |
| 9 juillet 2005 |                        |         |              |  |